# Nufenenstock
Nufenenstock är en bergstopp i Schweiz.   Den ligger i distriktet Leventina och kantonen Ticino, i den centrala delen av landet, 90 km sydost om huvudstaden Bern. Toppen på Nufenenstock är 2 866 meter över havet, eller 375 meter över den omgivande terrängen. Bredden vid basen är 2,4 km.
Terrängen runt Nufenenstock är huvudsakligen bergig, men den allra närmaste omgivningen är kuperad. Runt Nufenenstock är det mycket glesbefolkat, med 3 invånare per kvadratkilometer.. Närmaste större samhälle är Airolo, 18,2 km öster om Nufenenstock. 
Trakten runt Nufenenstock består i huvudsak av gräsmarker.